# Cathie Martin
Catherine Rosemary Martin MBE (20 de abril de 1955 (70 años) es una botánica, y profesora inglesa; de ciencias vegetales en la Universidad de Anglia del Este y jefa de proyecto en el John Innes Centre, Norwich, coordinando investigaciones entre dieta y salud; y, como los cultivos pueden fortalecerse para mejorar las dietas y tratar la escalada de las enfermedades crónicas en todo el mundo.

## Educación
Obtuvo Primer Honor de Clase en Ciencias Naturales por la Universidad de Cambridge. Y, allí mismo, en 1981 obtiene su PhD en bioquímica.

## Investigaciones y carrera
Sus estudios incluyen trabajos en naranjas de sangre, y púrpura, y en tomates de alto antocianinas.
Después de un periodo como estudiante postdoctoral en la Universidad de Cambridge, se mudó al Departamento de Genética John Innes Centre el en 1983. Fue la primera en identificar genes que regulaban la forma celular en las plantas.
En años recientes, sus investigaciones se centraron en dieta y salud, investigando cómo los cultivos pueden ser fortalecidos para combatir enfermedades crónicas en el mundo. Y, se ha centrado en las plantas que contienen compuestos químicos naturales, que pueden ser vistos como "medicinas naturales". Los ejemplos incluyen el trabajo que investiga las naranjas de sangre, y tomates morados de alto antocianinas.
Con Liam Dolan, Alison Mary Smith, George Coupland, Nicholas Harberd, Jonathan D. G. Jones, Robert Sablowski y Abigail Amey, son coautores del texto Biología Vegetal.
Es la editora en jefe de La Célula Vegetal, y es la primera mujer y primera no estadounidense de lograr ese puesto. Posee siete patentes y cofundó la compañía espín corporativo-fuera Norfolk Ciencias Vegetales con Jonathan Jones FRS, para llevar los beneficios de la biotecnología vegetal a Europa y EE. UU.

## Premios y honores
Martin fue nombrada MBE en los Honores de Cumpleaños de la Reina 2013 por "servicios de biotecnología vegetal" y ciencias biológicas  (BBSRC) y Más Prometedor Innovador 2014.
También ha sido reconocida por:
- SEB La medalla del presidente, 1990[15]
- Membresía de la Asociación americana para el Adelanto de Ciencia, 2012[16]
- Miembro de la Orden del Imperio británico, 2013[17]
- BBSRC Prometedor Innovador, 2014